# Tanner Putt
Tanner Putt, né le 21 avril 1992 à Park City, est un coureur cycliste américain.

## Biographie
Fin 2014 il signe un contrat avec la formation UnitedHealthcare pour la saison 2015.

## Palmarès
- 2010
  - 2e du championnat des États-Unis sur route juniors
- 2012
  - 8e étape secteur A de la Vuelta a la Independencia Nacional
  - 2e du championnat des États-Unis sur route espoirs
- 2013
  -  Champion des États-Unis sur route espoirs
- 2014
  -  Champion des États-Unis sur route espoirs
- 2016
  - 2e étape du Tour d'Alberta
- 2019
  - Tour of Southern Highlands :
    - Classement général
    - 4e étape

## Classements mondiaux
| Année                                 | 2011 | 2012 | 2013 | 2014 | 2015 | 2016  | 2017  | 2018  | 2019  |
| ------------------------------------- | ---- | ---- | ---- | ---- | ---- | ----- | ----- | ----- | ----- |
| Classement mondial                    |      |      |      |      |      | 1684e | 1634e | 1650e | 2540e |
| UCI Europe Tour                       | nc   | nc   | nc   | 939e | 573e | nc    | nc    | 1067e |       |
| UCI Asia Tour                         | 285e | nc   | nc   | nc   | nc   | nc    | 511e  | nc    |       |
| UCI America Tour                      | nc   | 269e | 309e | nc   | nc   | 305e  | 273e  | nc    | 410e  |
| UCI Oceania Tour                      | nc   | nc   | nc   | nc   | nc   | 93e   | 75e   | nc    |       |
| UCI Africa Tour                       | nc   | nc   | nc   | nc   | nc   | nc    | 191e  | nc    |       |
|                                       |      |      |      |      |      |       |       |       |       |
| Légende : nc = non classéSource : UCI |      |      |      |      |      |       |       |       |       |